# Arsenopyrit
Arsenopyrit je sulfid železa a arsenu. Vzorec je FeAsS. Jako první jej popsal Agricola v roce 1546. Starší český název je kyz arzénový. Jméno je odvozeno od chemického složení minerálu a jeho podobnosti s pyritem. Poprvé bylo použito roku 1847 Ernstem Friedrichem Glockerem. Systematické zařazení podle Strunze je 2/D.22-10, dle Nickel-Strunze 2.EB.20.

## Vznik
Vyskytuje se v řadě minerálních asociací, převážně však vzniklá za vyšších teplotních podmínek. Vzácně je znám jako primární součást magmatitů, hojný je v pegmatitech, skarnech a greisenech. Hydrotermální na žilách Sn-W, Sn-Cu, kyzové žíly Pb-Zn, křemenné žíly se zlatem. Též metamorfní - kyzová stratiformní ložiska, mramory, metamorfované břidlice, ruly.

## Morfologie

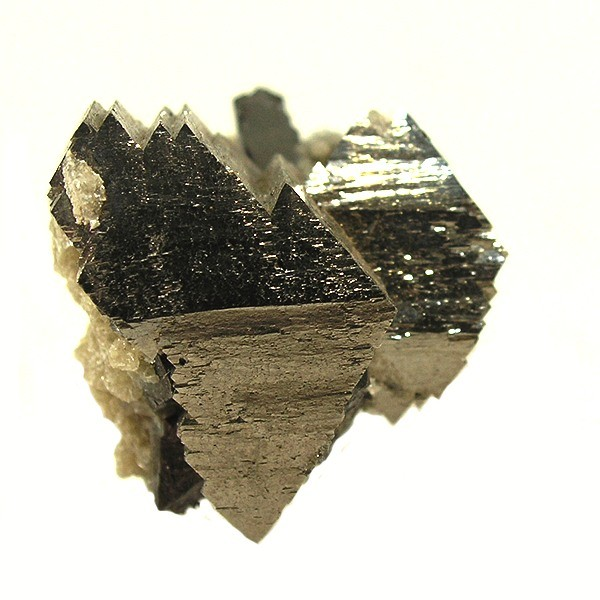
Arsenopyrit (Čína)

Tvoří ploché tabulkovité krystaly, rýhované rovnoběžně s {001}, dlouze či krátce sloupcovité krystaly, též stébelnatý, zrnitý, celistvý. Dvojčatí podle {100} a {001}, na kontaktech či jako penetrační dvojčatí dle {101}, nebo dle {012} vytváří trojčata tvaru hvězdy nebo dvojčata tvaru kříže.

## Krystalografie
Monoklinický minerál, dříve řazen jako ortogonální, bodová grupa 2/m, prostorová grupa P21/c, a=5,744, b=5,675, c=5,785, ß = 112,17°, Z=4, V=174,82.

## Vlastnosti

### Fyzikální vlastnosti
Tvrdost 5,5-6, hustota průměrná 6,07 g.cm−3, lom nerovný, nepravidelný, je křehký, štěpnost je zřetelná dle {101}, ojediněle {010}. Po zahřátí je magnetický. Není radioaktivní.

### Optické vlastnosti
Barva ocelově, cínově šedá, v odraženém světle téměř bílý do žluta. Lesk kovový, je opakní. Vryp je šedočerný až černý. Je silně anizotropní (červeno-fialová), slabě pleochroický, luminiscence chybí.

### Chemické vlastnosti
Procentuální zastoupení prvků:
- Fe 34,30 %,
- As 46,01 %,
- S 19,69 %,
- příměsi Au, Sn, Ni, Sb, Bi, Cu, Pb.
Při rozpuštění v kyselině dusičné uvolňuje síru, při pražení vydává typický zápach po česneku (díky přítomnosti arsenu). Odrůda s vyšším obsahem kobaltu se nazývá danait.

## Podobné minerály
Ze skupiny arsenopyritu je to gudmundit, osarsit, ruarsit.

## Parageneze

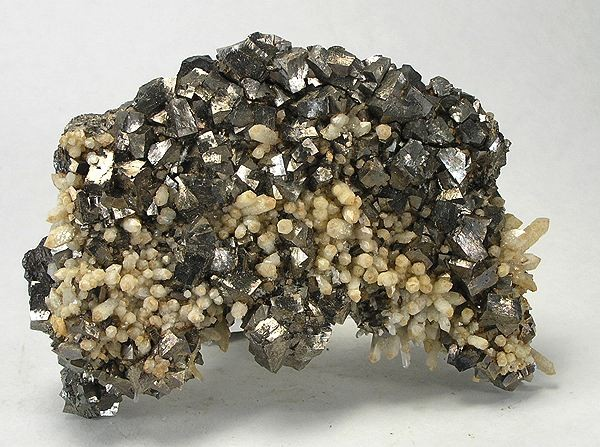
Arsenopyrit s křemenem (Dalněgorsk, Rusko)

Běžně s scheelitem, kasiteritem, pyrrhotinem, pyritem, chalkopyritem, zlatem, křemenem, fluoritem, wolframitem, sideritem.

## Získávání
Jako vedlejší produkt těžby žil Sn-W, Sn-Cu (Cornwall - největší těžba As na konci 19. století) či kyzových ložisek.

## Využití
Ruda arsenu a zlata.

## Naleziště
- Česko
  - Horní Slavkov
  - Kutná Hora
  - Příbram
  - Jílové
  - Kasejovice
  - Obří důl
  - Měděnec
  - Ondřejovice

- Slovensko
  - Banská Štiavnica
  - Hnúšťa
  - Rožňava
  - Železník
- Evropa

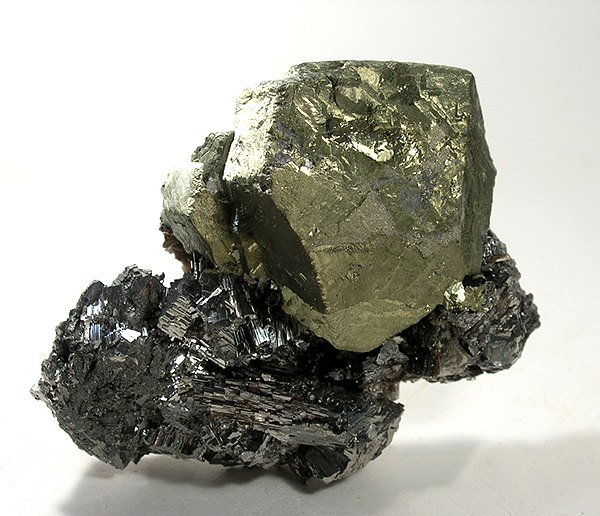
Arsenopyrit s chalkopyritem - Panasqueira (Portugalsko)

  - Altenberg, Ehrenfriedersdorf, Freiberg, (Německo)
  - Cornwall, Devonshire (Velká Británie)
  - Trepča (Srbsko)
  - Kassandra, Stratonik (Řecko)
  - Panasqueira (Portugalsko)
  - Sala, Tunaberg, Stolberg, Boliden, Nordmark (Švédsko)
- Franconia, Franklin, Buckfield, Edenville USA
- Hidalgo del Parral, Santa Eulalia (Mexiko)
- Cobalt district (Kanada)
- Obira mine, Ashio Mine (Japonsko)